# Schmieden (Uhlstädt-Kirchhasel)
Schmieden ist ein Ortsteil der Gemeinde Uhlstädt-Kirchhasel im Landkreis Saalfeld-Rudolstadt in Thüringen.

## Geografie und Geologie
Das Tal Hexengrund mit dem Wiedabach endet von Zeutsch kommend hinter Schmieden und geht in eine Hochebene bei Großkochberg über. Sowohl nach Norden als auch nach Süden und auf dem Übergang zur Hochebene sind die Anhöhen bewaldet. Hinter und um Schmieden ist die Flur stark kupiert. Es gibt Grünland und Hutungen. Alle Standorte sind wohl grundwasserfern und es steht verwitterter Muschelkalk an. Es gibt mehr Wald als Nutzfläche. Von Zeutsch nach Schmieden führt die Landesstraße 2391 und verbindet diesen Raum mit den anderen Orten. Die Flur der nördlicher befindlichen Wüstung Spaal gehört zu Schmieden.
Nachbarorte sind südöstlich Engerda, südlich Kleinkochberg, westlich die Stadt Teichel und nördlich Kottenhain.

## Geschichte
Auch der Weiler Schmieden wurde schon am 16. Februar 1084 erstmals urkundlich erwähnt.
Schmieden gehörte von 1991 bis 2002 der Verwaltungsgemeinschaft Uhlstädt an. Mit Auflösung dieser am 1. Juli 2002 bildete es mit zehn weiteren Gemeinden die Einheitsgemeinde Uhlstädt-Kirchhasel.
52 Personen wohnten 2011 im Weiler.

## Sehenswürdigkeiten
- Dorfkirche Schmieden